# Jugendberatung JOKER
‚JOKER‘ war eine überregional bekannte Konzept-Jugendberatungsstelle für 13- bis 21-Jährige mit mehreren Außenstellen in der West-Berliner City. Die zentrale Lage ermöglichte es Jugendlichen aus Charlottenburg, Neukölln, Schöneberg und Wilmersdorf, unorthodoxe Soforthilfen abzufragen. Die Einrichtung Jugendberatung JOKER bestand ab 1983 so benannt vom langjährigen Leiter des Ansatzes Manfred Günther als Dienst bis 2006. Vorläufer war die kleine "Jugendberatung Wilmersdorf" von 1977–1982.

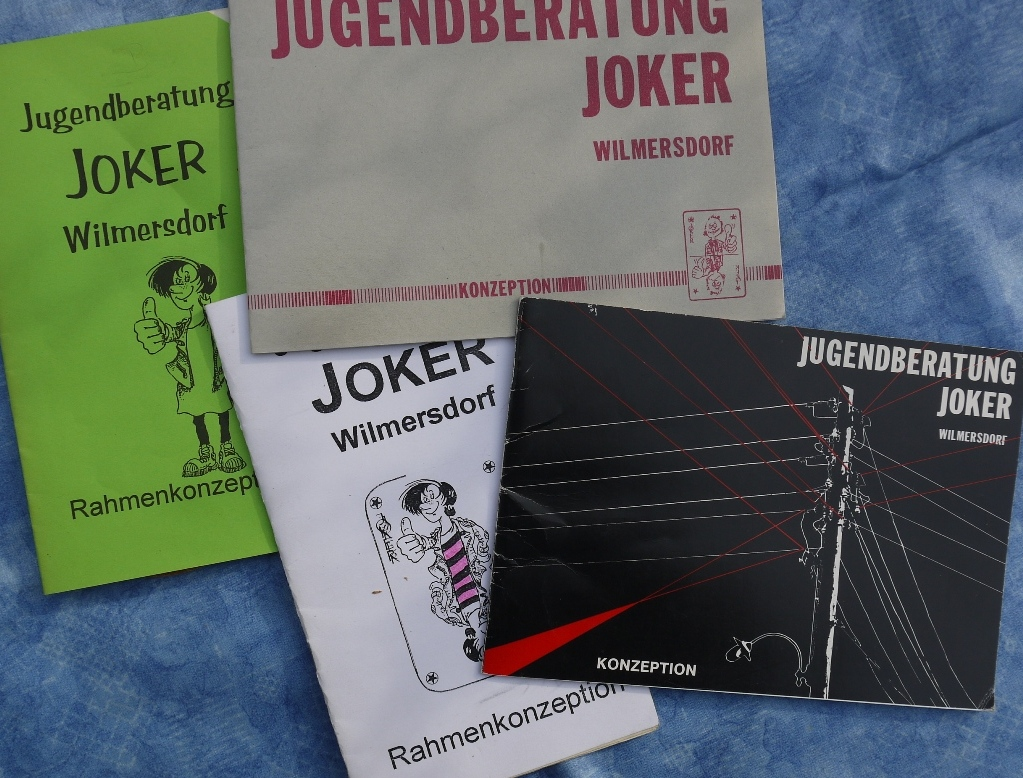
‚JOKER‘-Konzeptionen 1985–2000

## Geschichte

### 1977 bis 1982
Im Jahr 1976 beschloss der Jugendhilfeausschuss Wilmersdorf die Einrichtung einer Jugendberatungsstelle für die schwierigen, gewaltbereiten in multikulturellen Banden kämpfenden und arbeitslosen jungen Menschen, die u. a. in den Freizeitstätten Spirale und Haus der Jugend Anne Frank verkehrten. Die Statistiken der örtlichen Jugendgerichtshilfe bewirkten Ängste in einer wohlhabenden Kommune, zu der auch Grunewald und der Kurfürstendamm gehören. Die provisorische Arbeit begann 1977 in einer frei gewordenen Hausmeisterwohnung des Jugendhauses „Anne Frank“; zwei Berater auf halben Honorarstellen setzten den Anfang. Die Arbeit erfolgte an vier Abenden, auch während der Jugenddisco. Zu diesem Zeitpunkt gab es deutschlandweit nur drei vergleichbare Projekte in München, in Hannover und das der AJB in Berlin-Kreuzberg.

### Die 1983–1990
Auf Druck der Alternativen Liste Berlin sowie der SPD und mit den Mitteln des Jugendstadtrats Siele (CDU) wurden 1982 zwei ganze Honorarstellen geschaffen. Schon 1983 erreichte dieser, dass Festanstellungen für einen Psychologen und einen Diplom-Pädagogen erfolgten. Neben den Räumen in der Außenstelle des Jugendhauses wurden die ‚JOKER‘ 1983 integriert in das neu geschaffene Beratungszentrum, einer bürgerorientierten ersten Etage im zentralen Gebäude Hohenzollerndamm/Fehrbelliner Platz. Nun war die Jugendberatung als amtsunabhängige und nicht aktenführende behördliche Einrichtung neben einschlägigen Diensten wie Kinder- und Jugendpsychiatrie, Erziehungs- und Familienberatung sowie Schulpsychologie „etabliert“. In den Augen von anderen Jugendhilfe-Teams erschienen die ‚JOKER‘ wie ein Modellversuch zur Optimierung ambulanter Teenagerhilfen und wegen der konsequenten Verfolgung einer hinausreichenden und aufsuchenden Arbeit wurde bewusst nicht von Beratungsstelle gesprochen.
Ein Versuch der ‚JOKER‘, mit Hilfe der Diakonische Akademie Stuttgart eine ähnliche Stelle im Problembezirk Wedding aufzubauen (Die Spinne) scheiterte nach zwei Jahren wegen fehlender Finanzierungsgrundlage. Die Konzeptentwicklung, der personeller Ausbau sowie die Einrichtungsleitung erfolgte von 1985 bis 1999 durch Manfred Günther; in dieser Zeit arbeiteten bis zu fünf Fachkräfte im Team; dazu kamen Honorarkräfte und Betreuer im Wohnprojekt "Mosse".
Im Jahr 1987 war das Jahr des 750-jährigen Bestehens von Berlin. Eine Fachtagung „Armut und Obdachlosigkeit im 750.“ nahmen die ‚JOKER‘ zum Anlass, um mit einem Kreuzberger Kollegen den kooperativen Berliner Arbeitskreis „Jugendberatung und Wohnen“ zu gründen, ein sehr früher Vernetzungsansatz, der den Zusammenschluss von etwa 20 Projekten freier Träger mit weiteren 15 öffentlichen Trägern initiierte. Der AK arbeitete regelmäßig bis zu seinem Verbot 2003 durch örtliche Dienstvorgesetzte und die überörtliche Landesjugendamtsleiterin.

### 1990–2002: Wende und Verwaltungsreform
Die politische Wende forderte die ‚JOKER‘ zunächst auf, jugendhilfe-planerisch vergleichbare Einrichtungen z. B. in Friedrichshain zu entwerfen und zu coachen. Die Jahre 1997 bis 1999 waren aber auch von strukturellen Veränderungen in der Berliner Verwaltung geprägt. Verwaltungsreform, Produktorientierung, Budgetierung sowie perspektivisch Bezirkszusammenlegungen zur Kostendämpfung ließen Konzept-Ansätze in die Defensive geraten. Auch hatte das SGB VIII Kinder und Jugendhilfe von 1991 in seinem § 11 (3) 6. die Jugendberatung nur als „Kann-Leistung“ fixiert. So war es aus der Sicht der damals amtierenden CDU-Stadträtin El Safadi nur konsequent, Jugendberatung JOKER als unabhängiges Projekt innerhalb der öffentlichen Dienstes abwickeln zu wollen. Zuerst wurde 1996 die Unabhängigkeit vom Jugendamt aufgehoben, die Jugendberatung wurde Teil des Leistungs- und Verantwortungszentrums (ein LuV mit über 50 Fachkräften) „Psychologische und Medizinische Dienste“, ein ‚JOKER‘ Günther wurde Vize-LuV-Leiter. 1999 erfolgte bereits eine empfindliche Stellenreduzierung, die kurz darauf durch die Bezirksverwaltungsreform 2000 radikale Formen annahm. Der jugendpolitische Pressedienst Paper Press widmete dem Skandal eine ganze Ausgabe unter dem Titel Russisch Roulette in Wilmersdorf oder Der Fall Joker. Der Leiter wurde in eine Stabsstelle "Koordination Jugendhilfe-Schule" versetzt und wechselte nach dem Amoklauf von Erfurt 2002 als Expertisenschreiber, BAG-Moderator und Fachreferent Jugendhilfe/Familie/Schule in die gemeinsame Kriminalprävention des Justiz- und Innenministeriums, Bonn/Berlin. Eine einzige Fachkraft, genannt "Jugendberatung JOKER" in der bezirklichen EFB konnte wohl noch bis 2006 in Charlottenburg-Wilmersdorf arbeiten.
Den konsequenten Interessenvertretungsansatz einschließlich Rechtsberatung (vgl. Ombudschaft) übernahm ab 2001 in Berlin dann der ehrenamtlich wirkende von  Peter Schruth und Ulrike Urban-Stahl gegründete neue Verein Berliner Rechtshilfefonds Jugendhilfe.

## Theorie, Konzeption
Umfängliche, fachintern veröffentlichte Konzeptionen lagen in den Jahren 1984, 1993 und, als – von der Dezernentin und ihrem Büroleiter (beide CDU) 1999 abgelehnter – Zukunftsplan JOKER 2000 vor. Die ‚JOKER‘ setzten sich früh für eine Regionalisierung der Jugendarbeit sowie der Erzieherischen Hilfen und für kleine, dezentrale Jugendhilfestationen ein.
Zu Beginn war die Arbeit der Berater deutlich mit Erkenntnissen der Kritischen Psychologie verwoben. Ausgangspunkt waren Positionen, wie sie zunächst Klaus Stern und Georg Haus, später Peter Zielke und Manfred Günther, in der Beratungsstelle sowie Uwe Gluntz und Dave Harris – damals Geschäftsführer der Allgemeinen Jugendberatung Berlin – festgelegt hatten im Slogan „Orientierungshilfe statt Therapie“. Der Ansatz implizierte, dass nicht Sozialarbeiter wie üblich als Helfer fungieren, sondern zusatzausgebildete Psychologen, Soziologen und Pädagogen. Die Teamer verfolgten ebenso „kritisch“ die Ergebnisse der SHELL-Studien sowie der einschlägigen Regierungsberichte.

### Die Jugendberichteals Handlungsleitfaden
„Seit dem 5. JUGENDBERICHT DER BUNDESREGIERUNG von 1979 sind der interessierten Fachöffentlichkeit die Gründe für die Einrichtung von besonderen allgemeinen Jugendberatungsstellen bekannt, die sich sowohl im Feld der Jugendarbeit als auch im Spektrum psychosozialer Krisendienste bewegen sollen. Der 8. JUGENDBERICHT von 1990 benennt die von uns schon immer weitgehend praktizierten Arbeitsansätze bzw. Strukturmerkmale einer zeitgemäßen und bedarfsgerechten Jugendberatung. Unsere ‚Qualitätsindikatoren‘ lauten:
- Lebenswelt- und Alltagsorientierung
- präventiver Arbeitsansatz
- regionale, möglichst lokale Hilfenetze (in großflächigen Bezirken dezentral)
- ganzheitliches Angebot
- Integration statt Aussonderung
- Regelberatung integriert Familienkonflikte, Arbeits- und Wohnprobleme
- Partizipation und Mitbestimmung für Minderjährige bei Entscheidungen
- Verbund von Anlauf- und Beratungsstelle mit mobilen Kontakten im Gemeinwesen
- intensive Arbeit auch mit Heranwachsenden
- praktisch unterstützender Jugendhilfedienst, besonders für „Dunkelzifferjugendliche“
- Nachbetreuung auch bei über 20-Jährigen“

### Arbeitsprinzipien in der Beratung
Für andere Ansätze, Versuche und Vorhaben in jungen westdeutschen Beratungsstellen hatten neben den elf Indikatoren (oben) die acht Basics der West-Berliner eine Modell- und Vorbildfunktion:

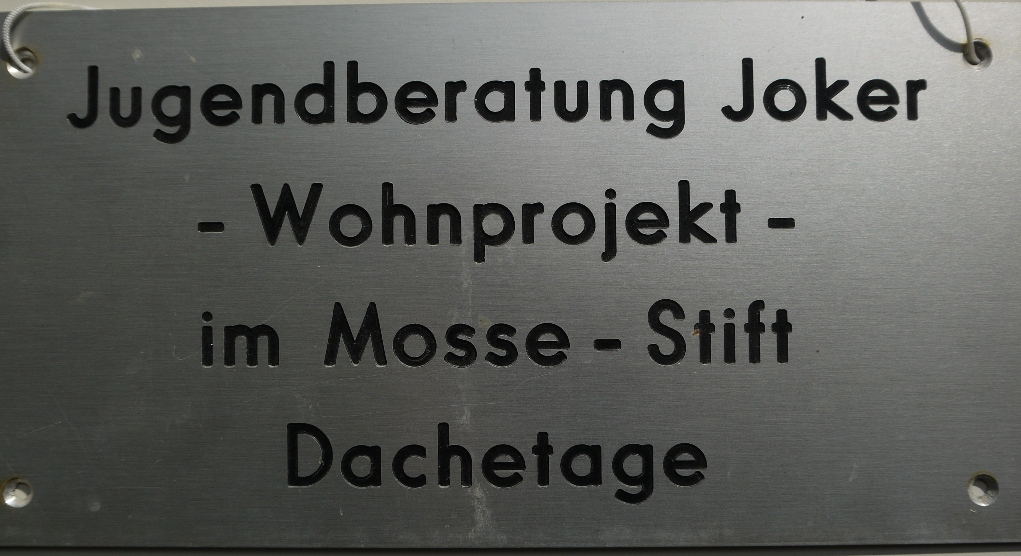
Wohngruppe 18–21 (das ‚Mosse‘)

- Aufsuchende, hinausreichende Hilfe statt „Kommstruktur“
- Niedrigschwelliger Zugang, Soforthilfe
- Sprechstunden an Nachmittagen und Abenden
- Praktische Hilfe, konkrete Angebote
- Parteilichkeit
- Anonymität, Verschwiegenheit
- Freiwilligkeit
- Entwicklungsbegleitung statt Psychotherapie

### Standards und besondere Angebote
Die Jugendberatung ‚JOKER‘ griff ganzheitlich in fast alle Problemfelder ein, die Jugendliche betrafen; eine Spezialisierung wurde abgelehnt. Bei komplexen psychiatrischen Fragen wie Magersucht wurde mit Fachärzten der Platane/FU kooperiert (nach 1986 z. B, mit Fegert), in der Suchtmittelfrage erfolgte Kooperation mit dem Therapieladen e. V. und in der Suizidprävention mit Neuhland e. V. Bearbeitet wurden seelische, existentielle und materielle Probleme. Beratungsschwerpunkte waren Arbeits- und Ausbildungsplatzsuche, Hilfe bei Schulkonflikten, Vermittlung von Plätzen in (Jugend-)Wohngemeinschaften, Hilfe bei der Beantragung von Sozialleistungen, Beziehungskonflikte in der Familie und Mediation auf Wunsch, Sexualität u. Schwangerschaftsfragen, Ausländer/Migranten-Beratung auch in türkischer Sprache sowie Mädchenförderung/Sprechstunden im Mädchenfreizeitheim; darüber hinaus ging es um besondere Instrumente wie das „Arbeitslosenfrühstück“. Alljährlich erfolgte die rechtspädagogische Unterrichtung in den 9. Klassen der Haupt-, Gesamt- und Realschulen. Der Ansatz der (freiwilligen) Entwicklungsbegleitung sowie die Regelsprechstunden in den Häusern der Jugend bewirkten eine beachtliche Nachfrage: In den Jahren 1983–1998 besuchten rund 6000 Jugendliche die Dienststelle. Einige von ihnen konnten mit Mitteln der Leon-Jessel-Stiftung gefördert werden.
Ein weiteres Special war die Vermittlung ins Projekt Gruppenführerschein (Klasse 3), ein Kooperationsprojekt mit der TU Berlin für 17- bis 20-Jährige.

## Heranwachsendenarbeit
Nachdem das Volljährigkeitsalter 1975 von 21 auf 18 Jahre herabgesetzt war, fielen zahlreiche Heranwachsende in ein Betreuungsloch: das Jugendamt lehnte diesen Personenkreis ab, weil die Zuständigkeit in den Sozialämtern läge; deren Soziale Wohnhilfe war aber auf ältere Nichtsesshafte ausgerichtet. Die Jugendberatung ‚JOKER‘ warb um diesen betroffenen Personenkreis und half in komplizierten Rechtsfragen. Ihre Berater traten immer wieder in Jugendhilfekonferenzen als Interessenvertreter und Person des Vertrauens gem. § 5 (1) AG-KJHG Berlin der scheinbar Rechtlosen auf.

## Wohnprojekt
Im Jahr 1990 konnte ein lange geplantes Ergänzungsangebot eröffnet werden: Das ‚JOKER‘-Wohnprojekt für Heranwachsende. Mit nur einer Betreuungsstelle konnten nun bis zu elf junge Menschen für maximal ein Jahr und unter Umständen in Kurzzeit-Krisenunterkunft in einer Etage des ehemaligen Wohnheims Mosse-Stift untergebracht werden. Schon in den ersten zwei Jahren konnte 57 Obdachlosen geholfen werden. 1996 wurde das Projekt dem freien Träger Evangelisches Klubheim für Berufstätige e.V. überantwortet.

## Jugendrechtsberatung
Wirklich einmalig in Deutschland war zunächst das 1978 fundierte Angebot an Rechtsberatung in Verbindung mit psychosozialer Beratung. Über 28 Jahre hinweg schafften es die ‚JOKER‘, wöchentlich an zwei Abendstunden gemeinsam mit der Vereinigung Berliner Strafverteidiger qualifizierte Anwälte in die Beratungspraxis zu holen – für 13- bis 21-Jährige kostenlos. Aktuell (Stand: 2012) bieten die Strafverteidiger eine sachliche, nicht pädagogisch flankierte Beratung in den Jugendfreizeitstätten Wedding und in der Manege Rütlistraße an. Auch der Berliner Anwaltsverein setzt mit einer kostenlosen qualifizierten Jugendrechtsberatung die ‚JOKER‘-Idee fort.

## Kollegiale Zusammenarbeit

### Mitarbeiter
Zu dem multiprofessionellen Team gehörten auf ganzen Stellen Peter Zielke (Spezialisierung: Kooperation mit Einrichtungen der Jugendarbeit und der Leitung der Jugendförderung, Jugendberufshilfe, Schuldnerfragen), Manfred Günther (pädagogisch-psychologische Beratung, Schulprobleme, SGB VIII-Fragen) sowie Lilo Sudfeld (Arbeit mit Mädchen und jungen Frauen, Wohn- und Mietfragen, Hilfen für junge Deutsch-Türken u. v. a.); halbe Stellen wurden von Nena Pogacic und Susanne Birk besetzt. Die entwicklungsbegleitende Jugendrechtsberatung für die Berliner City wurde von profilierten Rechtsanwälten wie  Jutta Wagner, Jörg Geimecke oder Änne Ollmann durchgeführt.

### Gäste
Zur Sichtung der Konzeption, der Arbeitsweise und der Räume kamen zahlreiche sozialpädagogische Fachkräfte aus den deutschen Bundesländern in die Beratungsstelle. Aus dem Ausland kamen Besucher aus der Familienberatung Helsinki und dem Kinderheim Békéscsaba. Zur Unterstützung des Projekts halfen bei Gelegenheit prominente Gäste wie die Fachhochschulprofessoren Albrecht Müller-Schöll, Peter Weiß oder Elke Stark-von der Haar.

### Mitgliedschaften
- Arbeitskreis Jugendberatung und Wohnen Berlin (federführend)
- Psychosoziale Arbeitsgemeinschaft (Kinder und Jugend) gem. Landespsychiatriegesetz
- AG Gewaltprävention in Jugendhilfe und Schule (Bezirk)
- Regel-Dienstbesprechung mit allen Mitgliedern der örtlichen Jugendförderungseinrichtungen
- Mitarbeit in der Berliner Verwaltungsreform-AG (Produktkatalog) der KPMG

### Fachvorträge
Die ‚JOKER‘ waren als neuartiges Projekt über die West-Berliner Vorbereitungsgruppe zu einem Vortrag zum 7. Deutschen Jugendhilfetag der AGJ 1984 in Bremen geladen. Auf dem 9. Deutschen Jugendhilfetag 1992 in Hamburg zeigten sie sich auf dem Markt der Möglichkeiten mit einem Material- und Diskussionsstand.
In der Heinrich-Böll-Stiftung veranstaltete der Leiter der Jugendberatung ‚JOKER‘ im Jahr 1988 eine Fachtagung zu Hilfe für junge Volljährige; auf dem Podium referierten die Ex-Senatorin für Jugend, Familie und Sport Ilse Reichel-Koß und der TU-Jugendhilferechtler Johannes Münder.

### Produkte
Etwa 1996 erschien zum ersten Mal ‚JOKERs‘ Taschengeldtabelle, die allen Jugendämtern und allen anerkannten Freien Trägern der Jugendhilfe Berlins überlassen wurde. Sie zeigt anders als die ebenfalls traditionelle Liste der Sparkassen eine Stufung nicht nach Lebensalter, sondern nach Schulklasse. Sie wird bis heute vom Verfasser weitergeführt und wurde am 19. September 2012 im ZDF-Morgenmagazin vorgestellt.

## Werbung
„Hilfe! Ich bin hoffnungslos und ziemlich orientierungslos, voll lustlos, die Beziehung los, mittel-, recht- und wohnungslos, echt bocklos, super gnadenlos, – wer weiß 'ne Perspektive bloß?“

So hieß es auf den seit 1982 von der Jugendberatung ‚JOKER‘ herausgegebenen Jahreskalendern, die in hoher Auflage verbreitet wurden. Die Antwort (als verbreiteter Erkennungsspruch) lautete:

„Wenn nichts mehr läuft, dann komm zu JOKER – da ist guter Rat gratis“

Für die Illustrationen in Kalender und Konzeptionen sowie für das Logo war seit 1983 der Berliner Karikaturist Stuttmann verantwortlich und Ernst Volland war beteiligt.

## Standorte
Die Jugendberater waren an verschiedenen zentralen und dezentralen Orten stationiert, so im Haus der Jugend „Anne Frank“, Jugendzentrum „Spirale“, Jugendclub im Bildungszentrum, Beratungszentrum Hohenzollerndamm, Rudolf- und Emilie-Mosse Stift, Mädchentreff Düsseldorfer Straße und Standort Pestalozzistraße.

## Öffentliche Wahrnehmung
Am 24. Mai 1988 veranstalteten die ‚JOKER‘ eine zweitägige vielbeachtete Lehrstellenbörse mit Unterstützung der Elke von der Haar. Durch Beratung, begleitet von Gesprächsrunden, Buffet, Tombola und Disco halfen die Jugendberater zahlreichen Orientierungslosen.
Zum zehnten Geburtstag gratulierten zahlreiche Fachkollegen, Berliner Einrichtungen, Dienste, Hochschullehrer und Politiker sowie John Peel In dieser Arbeitsphase waren die ‚JOKER‘ häufig zu Gast im SFB-Beat und in den SFB-Mittwochsforen. Zum 15. Geburtstag gratulierte unter anderem die Anzeigenzeitung Wochenblatt und interviewte eine Mitarbeiterin. Nach dem 20. Jubiläum 1998 befasste sich ein Feature der Sendung Gulliver – Sätze und Gegensätze auf SFB 3 einstündig mit der außergewöhnlichen Einrichtung.